# Pocono Raceway

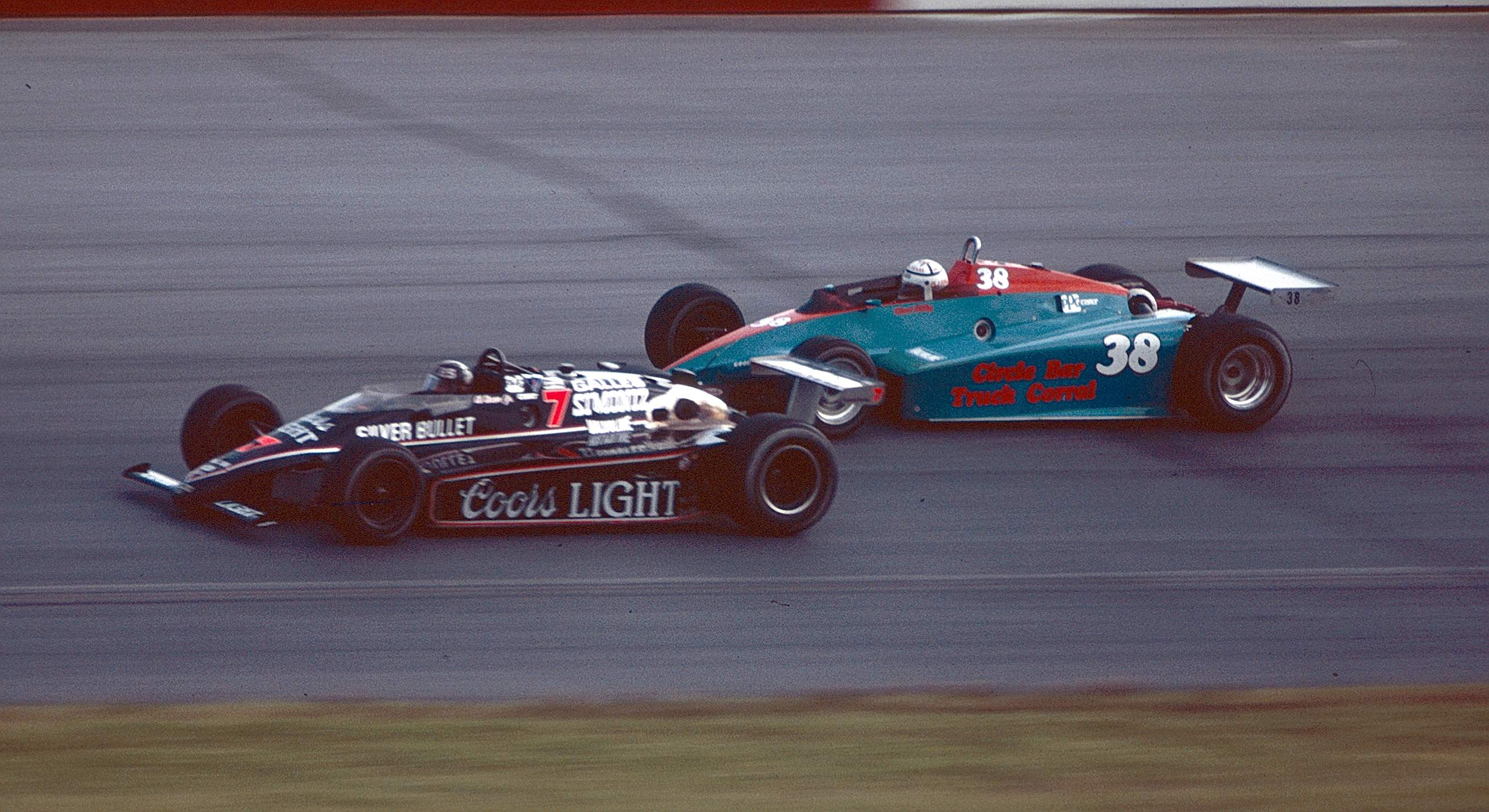
Al Unser Jr. (nº 7) e Chet Fillip (nº 38) in gara a Pocono nel 1984

Il Pocono Raceway (precedentemente denominato Pocono International Raceway), conosciuto anche come The Tricky Triangle, è un autodromo dal tracciato ovale caratterizzato da altissime velocità di percorrenza. È situato a Long Pond, in Pennsylvania, negli Stati Uniti d'America; in quanto di lunghezza uguale o superiore alle 2,5 miglia, rientra nella categoria dei superspeedway.

## Storia
L'impianto fu inaugurato nel 1968 con un ovale di soli "3/4 di miglio" con due curve (oramai soppiantato dal paddock), ma già nel 1971 l'USAC disputò sul circuito ridisegnato e allungato a 2,5 miglia la prima Pocono 500 per monoposto, mentre la NASCAR vi disputò la prima Pocono 500 per stock car nel 1974.

## Il tracciato
Il disegno del circuito è particolare, in quanto ognuna delle tre curve si rifà a curve preesistenti in altri tracciati: la Curva 1 (inclinazione trasversale di 14°) è presa dal dismesso "Trenton Speedway", la Curva 2 (chiamata anche "The Tunnel Turn" - inclinazione trasversale di 9°) è uguale a quelle dell'Indianapolis Motor Speedway, mentre la Curva 3 (inclinazione trasversale di 6°) è simile a quelle del Milwaukee Mile, l'ovale di Milwaukee.
Il Pocono Raceway potrebbe essere definito un tri-ovale, in quanto è dotato di sole tre curve anziché le solite quattro della maggior parte degli ovali, ma le sue curve sono molto più marcate di quelle di altri tri-ovali più convenzionali (come ad esempio quello di Daytona) e il disegno rassomiglia molto a quello di un triangolo, con curve che rassomigliano ai tornanti di un classico tracciato stradale. Un ulteriore elemento di disturbo è dato dalla diversa inclinazione trasversale di ogni curva (considerabilmente inferiore a quella di molti altri ovali di pari lunghezza) e dalla diversa lunghezza dei tre rettilinei.
Sebbene la pista sia lunga ben 4 km (2,5 miglia - tanto quanto l'Indianapolis Motor Speedway), la particolarità delle sue curve tende a mantenere basse le velocità medie rispetto a piste di pari lunghezza, pertanto la NASCAR non impone l'uso di air restrictor su questo circuito.

### Tracciati disponibili
- 2.5 mile Tri-Oval: il tracciato principale, ove si disputano le competizioni più prestigiose.[2]
- North Road Course: lungo 1,5 miglia, utilizza la bretella settentrionale e la curva 3 del tri-ovale.[2]
- South Road Course: lungo 1 miglio, utilizza la bretella meridionale e la curva 1 del tri-ovale.[2]
- East Road Course: lungo 1,4 miglia, utilizza il rettilineo Long Pond del tri-ovale e la contorta bretella orientale.[2]
- 2.5 mile Road Course: è un tracciato che differisce dal tri-ovale in quanto esclude la sezione che dall'uscita della Curva 2 arriva al rettilineo di partenza passando per la Curva 3, sostituendola con la bretella settentrionale. Un'ulteriore variante di questo tracciato prevede l'esclusione della Curva 1, sostituendola con la bretella meridionale. Su questo tracciato si disputavano le gare per vetture sport e Gran Turismo organizzate dall'IMSA.[2]

## Primati
- NASCAR Cup (qualifiche): Kyle Larson 183,438 mph (295,215 km/h), 1º agosto 2014
- NASCAR Cup (gara): Jeff Gordon, 145,384 mph (233,973 km/h), 12 giugno 2011
- CART (qualifiche): Emerson Fittipaldi, 211,715 mph (340,722 km/h), 1989
- CART (gara): Danny Sullivan, 170,720 mph (274,747 km/h), 1989
- IndyCar (qualifiche): Juan Pablo Montoya, 223,871 mph (360,285 km/h), 5 luglio 2014
- IndyCar (gara): Juan Pablo Montoya, 202,402 mph (325,734 km/h), 6 luglio 2014